# Кашеу
Кашеу (порт. Cacheu) — город на северо-западе Гвинеи-Бисау, административный центр континентального округа Кашеу. Население оценивалось в 9849 человек по состоянию на 2008 год.

## История
Город Кашеу расположен на территории народа папелей. Название имеет байнукское происхождение: то есть Caticheu означает «место, где мы отдыхаем».
Основанный в 1588 году, Кашеу был одним из первых европейских колониальных поселений в Африке к югу от Сахары благодаря своему стратегическому положению на реке Кашеу. В Кашо сформировалось европейское / афроевропейское население с конца пятнадцатого века за счёт неформального поселения Кабо-Вердианских и португальских торговцев, авантюристов и изгоев (lançados). Власти материковой Португалии также отправляли в Кашеу деградаду — людей, приговоренных к ссылке за различные правонарушения.
На протяжении большей части семнадцатого и восемнадцатого веков Кашеу был официальным пунктом торговли рабами для португальцев в регионе Верхней Гвинеи — местом, где португальская корона стремилась обеспечить уплату пошлин за всех вывозимых рабов. Для облегчения торговли рабами из Кашеу в Новый Свет было создано несколько компаний, в том числе компания Кашеу и Риверс и Торговля Гвинеи.
Известные здания в Кашеу включают построенный португальцами форт 16 века, относящийся к периоду, когда Кашеу был центром работорговли.
В настоящее время в Кашеу дороги в городе вымощены ядрами масличной пальмы. Другие достопримечательности города включают мангровое болото природного парка Тарафес-де-Кашеу и регулярный рынок.

## Города-побратимы
- Виана-ду-Каштелу, Португалия (1988)
- Лиссабон, Португалия (1988)